# Kasperl als Turner
Kasperl als Turner ist ein im Jahre 1875 verfasstes Stück von Franz von Pocci.

## Handlung
Der Arzt Dr. Fiberer verordnet dem Casperl, der sich krank fühlt, da er (gemessen an seinen eigenen, übertriebenen Maßstäben) an Schlaf- und Appetitlosigkeit leidet, körperliche Aktivitäten und macht ihn mit dem grobschlächtigen Sportlehrer Dr. Barrenreck bekannt, der gerade im Wirtshaus sitzt. Er und Casperl freunden sich an und trinken Bruderschaft. Anschließend macht Barrenreck ein paar Übungen und fordert Casperl auf, sie nachzumachen, was ihm mehr schlecht als recht gelingt. Als Casperl sich aber weigert, die gemeinsame Rechnung zu bezahlen, ist es mit der Freundschaft vorbei: Es kommt zu einer Prügelei, in die zuerst die Kellnerin Nanni, die den Streit schlichten will, und schließlich auch Dr. Fiberer und Casperl's Frau Grethel hineingezogen werden, die gerade vorbeikommen. Am Ende haben sich die Kontrahenten gegenseitig k. o. geschlagen, nur Casperl steht noch aufrecht und singt fröhlich das Lied des Sportlehrers: "Turnerei, Frank und Frei, Alleweil, Wünsch gut heil.".